# Ciortea
Ciortea – wieś w Rumunii, w okręgu Caraș-Severin, w gminie Vrani. W 2011 roku liczyła 189 mieszkańców. 